# Simulium tuberculum
Simulium tuberculum es una especie de insecto del género Simulium, familia Simuliidae, orden Diptera.

## Distribución
Se distribuye por Vanuatu.

## Taxonomía
Fue descrita científicamente por Craig, 2006. Fue publicada en A taxonomic revision of the southwestern Pacific subgenus Hebridosimulium (Diptera: Simuliidae: Simulium).